# Rue Robert-de-Flers
La rue Robert-de-Flers est une rue du 15e arrondissement de Paris.

## Situation et accès
Voie sous la dalle.

## Origine du nom

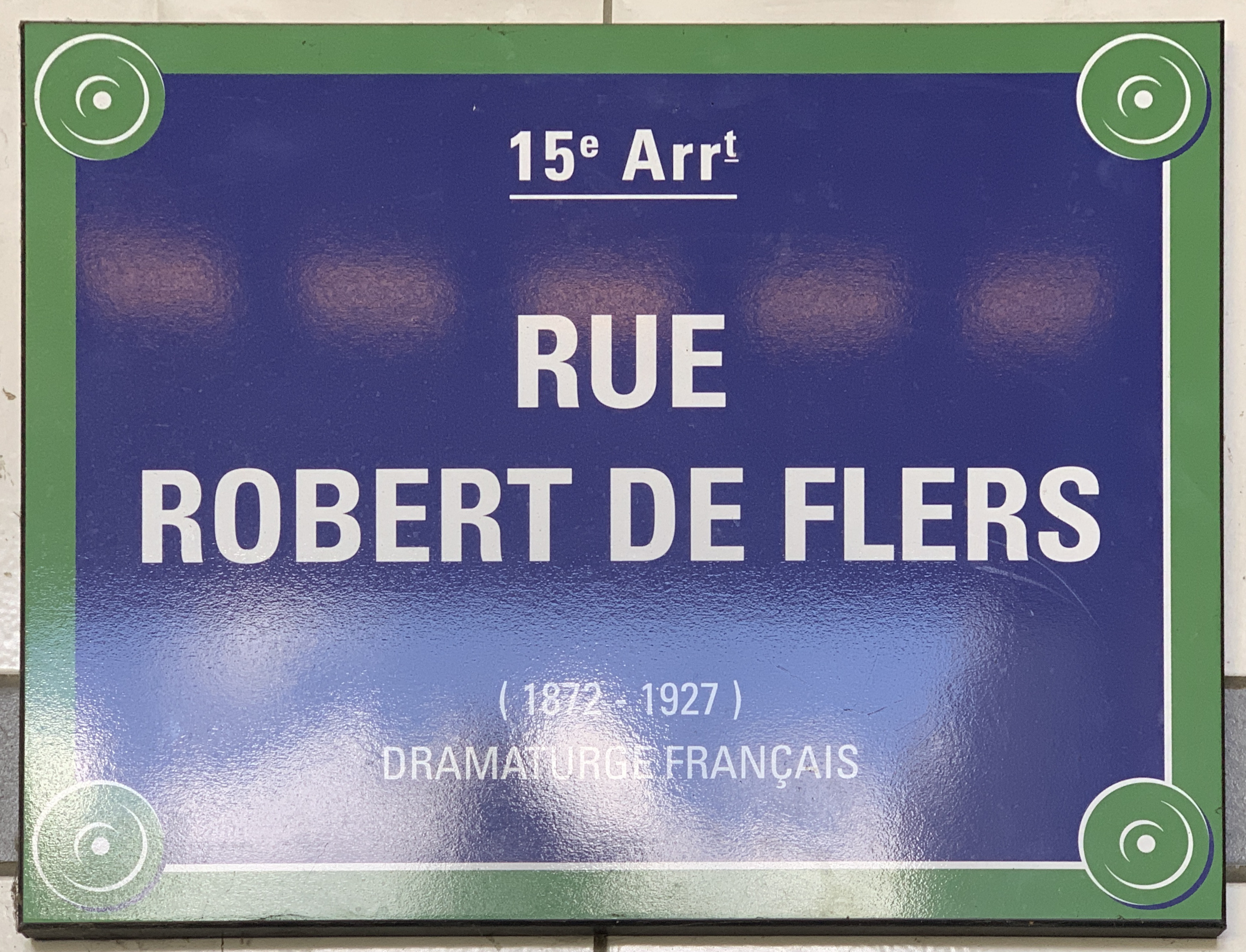
Plaque de la rue.

La rue porte le nom du dramaturge français Robert de Flers (1872-1927).

## Historique
Cette voie sous la dalle a été aménagée dans le cadre du secteur de rénovation Beaugrenelle et a pris le nom provisoire de « voie Y/15 ». Elle prend sa dénomination actuelle le 18 avril 1973.